# Ratu Atut Chosiyah
Ratu Atut Chosiyah (née le 16 mai 1962) est une femme politique indonésienne. Elle est gouverneur de Banten de 2007 à 2014. Elle est la première femme gouverneur d'Indonésie. En mai 2014, elle est suspendue de ses fonctions par la Commission pour l'éradication de la corruption. Elle est condamnée en septembre à 4 ans de prison.